# Hymenocera
Hymenocera is een geslacht van kreeftachtigen uit de klasse van de Malacostraca (hogere kreeftachtigen).

## Soort
- Hymenocera picta Dana, 1852